# Jacob Bernstein
Jacob Bernstein  (Kaunas, 24 febbraio 1885 – New York, 21 dicembre 1959) è stato uno scacchista statunitense di origine lituana.

## Biografia
Nato in una famiglia ebraica-lituana, emigrò negli Stati Uniti, stabilendosi a New York. Vinse tre campionati consecutivi dello Stato di New York (1920, 1921 e 1922). Nel campionato del 1929 fu pari primo con Herman Steiner, ma perse il match di spareggio. Nel torneo Rice di New York 1913 (vinto da Capablanca) si classificò 8º; nel torneo di New York 1915 (vinto da Capablanca) ottenne il 5º-6º posto; nel Rice Memorial di New York 1916 (vinto da Capablanca) si classificò 7º-8º; nello stesso anno disputò un match contro Abraham Kupchik (vinto da quest'ultimo per 3,5-1,5). Nel forte torneo di Carlsbad 1923 (vinto alla pari da Alekhine, Bogoljubov e Maróczy) si qualificò 13º su 18 partecipanti. Vinse però le partite contro Rubinstein, Bogoljubov, Sämisch e Yates.